# Stanisław Pazda
Stanisław Wojciech Pazda (ur. 28 kwietnia 1936 w Sypniewie) – polski archeolog, specjalizujący się w archeologii Polski i powszechnej epoki żelaza; nauczyciel akademicki związany z Uniwersytetem Wrocławskim.

## Życiorys
Urodził się w 1936 roku w Sypniewie. Po ukończeniu szkoły średniej, podjął studia archeologiczne na Uniwersytecie Wrocławskim, które ukończył w 1957 roku magisterium. Bezpośrednio po ukończeniu studiów podjął pracę na macierzystej uczelni, gdzie przeszedł kolejne stopnie awansu zawodowego nauczyciela akademickiego do asystenta przez adiunkta (1966), docenta (1982), profesora nadzwyczajnego (1993) i profesora zwyczajnego (1995). Stopień naukowy doktora nauk humanistycznych uzyskał w 1966 na podstawie pracy „Plemiona kultury przeworskiej w okresie wypływów rzymskich na Dolnym Śląsku”, doktora habilitowanego nauk humanistycznych w zakresie archeologii w 1979 na podstawie pracy „Studia nad rozwojem i zróżnicowaniem lokalnym kultury przeworskiej na Dolnym Śląsku”, a tytuł profesora w 1995 r.
W latach 1983–1987 pełnił funkcję kierownika Katedry Archeologii UWr. Był członkiem licznych towarzystw naukowych, w tym m.in.: Wrocławskiego Towarzystwa Naukowego, Stowarzyszenia Naukowego Archeologów Polskich.
Jego zainteresowania badawcze koncentrują się wokół problematyki związanej z kulturą przeworską na Dolnym Śląsku, starożytnymi pracowniami garncarskimi na Śląsku, metalurgią żelaza u schyłku starożytności w rejonie brzeskim. Do jego najważniejszych publikacji należą:
- Studia nad rozwojem i zróżnicowaniem lokalnym kultury przeworskiej na Dolnym Śląsku, Wrocław 1980.
- Brzeski rejon starożytnej metalurgii żelaza (IV-V w. n. e.), Wrocław 1994.
- Cmentarzysko kultury przeworskiej w Ciecierzynie, gmina Byczyna, woj. opolskie, Wrocław 1997.

Za swoją działalność naukowo-dydaktyczną, a także organizacyjną otrzymał liczne nagrody i odznaczenia, a do najważniejszych z nich należą: Zasłużony Działacz Kultury, Zasłużony Opolszczyźnie, Złoty Krzyż Zasługi i Krzyż Kawalerski Orderu Odrodzenia Polski.